# 溴酸钠
溴酸钠，常温下为有旋光性的无色晶体，与氯酸钠同晶型，化学式为NaBrO3。

## 制备
室温下，溴在氢氧化钠中歧化生成溴化钠和溴酸钠：
3Br2 + 6NaOH → 5NaBr + NaBrO3 + 3H2O
在溴酸钠和溴化钠混合溶液中加酸，发生以上反应的逆反应。
溴酸钠也可以由碳酸钠水溶液和溴反应而成。

## 性质
溴酸钠是一种无色无味吸水性固体，为强氧化剂，会与还原剂如硫、磷剧烈反应。在 381 °C以上时，溴酸钾分解并放出氧气。它是立方晶系的，空间群 P213 (No. 198)，晶格参数 a = 6.707 Å。
溴酸钠可溶于水，溶解度随温度上升而上升。
| 溴酸钠在水中的溶解度[5] |                              |      |      |      |      |      |      |
| 温度                    | 单位为 °C                    | 0    | 20   | 40   | 60   | 80   | 100  |
| 溶解度                  | 每100 g H2O 能溶解的溴酸钠量 | 27.5 | 36.4 | 48.8 | 62.6 | 75.8 | 90.8 |

## 用处
溴酸钠用作烫发药剂、化学试剂、分析试剂，与溴化钠混合用于溶解金。溴酸钠可以用作芳香化合物的溴化剂，用来溴化硝基苯、苯甲酸和苯甲醛。